# Aerangis maireae
Aerangis maireae là một loài thực vật có hoa trong họ Lan. Loài này được la Croix & J.Stewart mô tả khoa học đầu tiên năm 1998.